# Шуй (приток Шукшана)
Шуй — река в России, протекает в Республике Марий Эл.
Течёт с юга на север по территории Советского и Новоторъяльского районов. По берегах расположены населённые пункты: Пибахтино, Пактеково, Токтарсола, Нижнее Махматово. Устье реки находится в 4,7 км по правому берегу реки Шукшан, недалеко от деревни Пушкари. Длина реки составляет 18 км. Высота устья — 121,3 м над уровнем моря.

## Данные водного реестра
По данным государственного водного реестра России относится к Камскому бассейновому округу, водохозяйственный участок реки — Вятка от города Котельнич до водомерного поста посёлка городского типа Аркуль, речной подбассейн реки — Вятка. Речной бассейн реки — Кама.
Код объекта в государственном водном реестре — 10010300412111100037310.